# Hermann II de Bade
Pour les articles homonymes, voir Hermann II.
Hermann II de Bade (en allemand, Hermann II. von Baden) (né vers 1074 - † 7 octobre 1130) fut comte du Brisgau de 1074 à 1130 et margrave titulaire de Vérone et margrave de Bade de 1112 à 1130.

## Biographie
Hermann II de Bade appartient à la première branche de la maison de Bade, elle-même issue de la maison de Zähringen. Fils d'Hermann Ier de Brisgau (* ? - † 1074), comte du Brisgau et margrave de Vérone, et de Judith de Backnang-Sulichgau (* ? - † 1091). Vers 1070, Hermann II de Bade ordonna la construction du château de Hohenbaden sur les ruines du remblai d'une ancienne construction celtique. Lorsque le château fut terminé en 1112, Hermann prit le titre de « margrave de Bade »  Le château fut détruit par un incendie au XVIe siècle. 
Dès 1123, Hermann II fit terminer l'abbaye de Backnang, monastère de l'ordre des Chanoines réguliers de saint Augustin. La construction de cette abbaye avait débuté avant 1116, sous la direction de son père et de sa mère, Hermann Ier de Brisgau et Judith de Backnang-Sulichgau. En 1116, le pape Pascal Ier en confirma la fondation. Hermann II de Bade fut inhumé dans l'abbaye de Backnang. Sur sa pierre tombale on peut lire : « Dans cette tombe, se trouve le comte Hermann de Bade, fondateur de ce monastère et de ce temple. Il y mourut en l'année mille cent trente ». (Source paroisse de Backnang).

## Union et postérité
Hermann II de Bade épousa Judith de Hohenberg (née vers 1085 - † 1121), dont il eut deux enfants :
- Hermann III de Bade dit Le Gros (né vers 1105 - † 1160) ;
- Judith de Bade (née vers 1110 - † 1162), qui épousa Ulrich Ier de Carinthie (* ? - † 1144).